# Ja'akov Jicchak Horowitz z Lublinu
Ja'akov Jicchak Horowitz (hebrejsky יעקב יצחק הורוביץ‎), známý též jako Jasnovidec z Lublinu (hebrejsky החוזה מלובלין‎ ha-Choze mi-Lublin), (asi 1745 v Józefówě – 3. srpnajul./ 15. srpna 1815greg. v Lublinu) byl chasidský rabín z Polska.
Pocházel z významné rabínské dynastie Horowitzů, zakladatelů Pinkasovy synagogy v Praze (viz Aharon Mešulam Horowitz). Jeho přímým předkem byl slavný kabalista Ješaja Horowitz (hebrejsky ישעיה הלוי הורוביץ‎), známý spíše pod přezdívkou Šela ha-Kadoš (hebrejsky של״ה הקדוש‎), jeden z nejvýznamnějších mystiků své doby, jenž se na začátku 17. století odstěhoval z Prahy do Svaté země. Ja'akovův dědeček z otcovy strany byl další prominentní rabín, Ja'akov Koppel Likover, současník Ba'al Šem Tova.
Ja'akov Jicchak Horowitz byl jednou z vůdčích osobností raného chasidismu. Údajně byl obdařen nadpřirozenou schopností vidět osoby a děje na obrovskou, lidským okem nedosažitelnou vzdálenost – i do budoucnosti – a věštit. Proto se mu již za jeho života přezdívalo „Jasnovidec z Lublina“.
Byl žákem Maggid z Meziříče, posléze studoval u rebbeho Šmelky v Mikulově a u Elimelecha z Ližeňsku. Nejdříve žil nějakou dobu v polském Łańcutu, poté se usadil v Lublinu, kam jej následovaly stovky jeho přívrženců. Ve věku sedmdesáti let večer, na svátek Simchat Tóra, vypadl z okna, pád však přežil. Svým zraněním podlehl o necelý ok později, přesně na tiš'a be-av. Pohřben je na Starém židovském hřbitově v Lublinu a jeho náhrobek je poutním místem zejména vyznavačů chasidského učení.

## Galerie

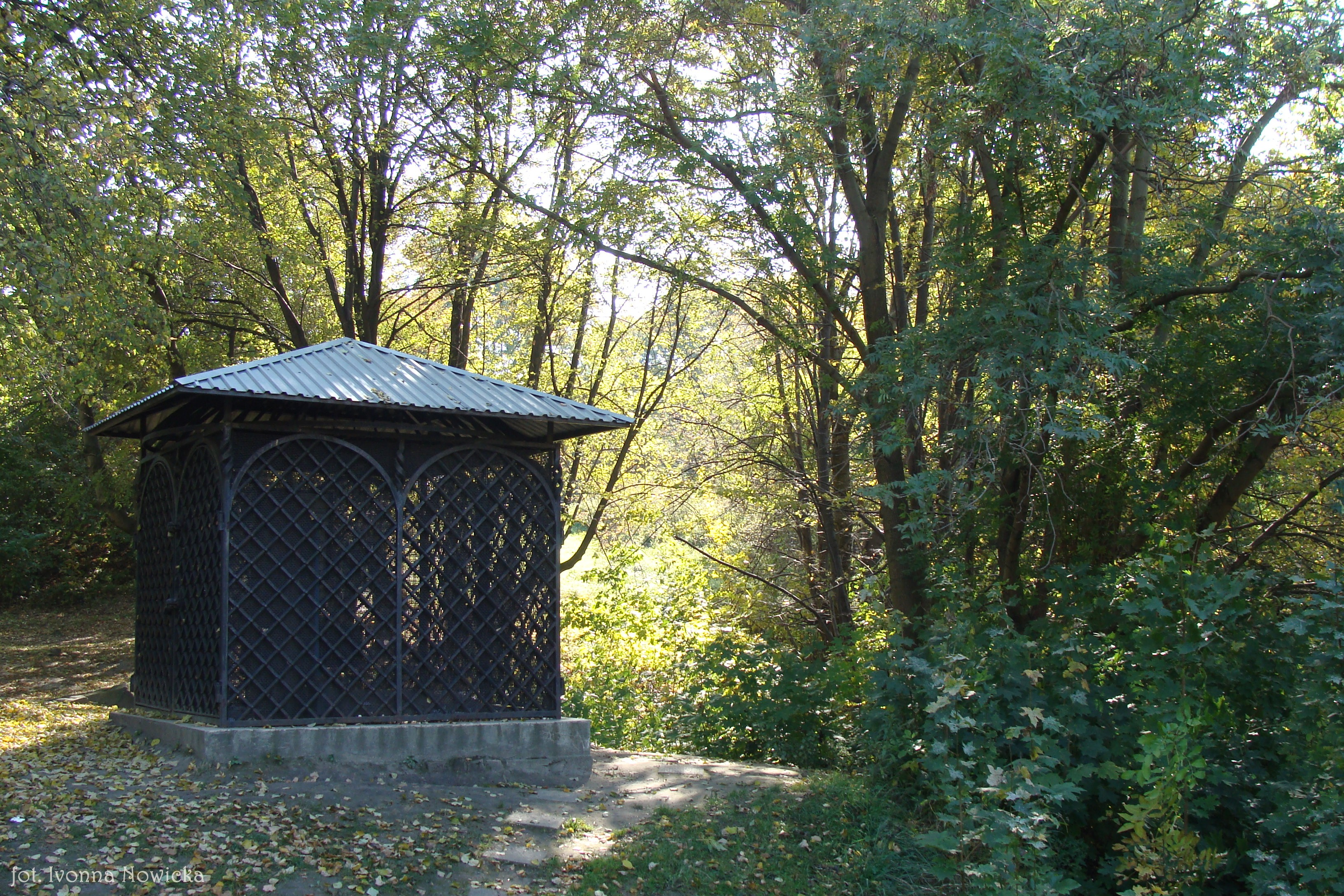
Ohel rabína Ja'akova Jicchaka Horowitze